# Grube Eykamp I
Die Grube Eykamp I ist eine ehemalige Eisen-Grube des Bensberger Erzreviers in Odenthal. Das Gelände gehört zum Ortsteil Eikamp. Das Mutungsgesuch mit dem Namen Eykamp I auf Eisenerz stammt vom 21. November 1863. Die Verleihung erfolgte am 7. Oktober 1867. Rings um den Ortsteil Eikamp herum erstreckt sich das Grubenfeld Eykamp I. Ca. 100 m westlich von dem Haus Sonnenweg 4 lag der Fundpunkt der Grube. Über die  Betriebstätigkeiten ist nichts bekannt.